# Мухи (п'єса)
Мухи (фр. Les Mouches) - драма на три дії, написана Жаном-Полем Сартром у 1943 році.
Робота є переосмисленням "Кофори" Есхіла у світлі екзистенціалістської філософії.

## Міфологічне значення головних героїв
- Юпітер: верховне божество римської міфології.
- Орест: цар Мікен, Аргоса та Спарти.
- Егіст: вбитий Орестом і Піладом: двоюрідний брат Агамемнона, якому довірили управління Мікенами під час його відсутності; коханець Клітемнестри під час відсутності Агамемнона; вбиває Агамемнона разом з нею, коли той повертається додому; вбитий сином Агамемнона Орестом.
- Електра: допомагає братові Оресту помститися за їхнього спільного батька.
- Клітемнестра: була дружиною Агамемнона, царя Мікен. Вона була сестрою прекрасної Олени і матір'ю чотирьох дітей: Ореста, Електра, Хрісотеміда та Іфігенії.
- Агамемнон: за грецькою міфологією був царем Мікен. Він був сином Атрея (Атріда) та Аеропи. Після вбивства першого чоловіка Клітемнестри взяв її за дружину. З нею він був батьком Іфігенії, Електри, Ореста та Хрисотеми. Як головнокомандувач греків, він повів грецьких князів проти Трої. Після перемоги і повернення до Мікен був убитий у лазні своєю дружиною Клітемнестрою та її коханцем Айгістом - як покарання за те, що Агамемнон приніс у жертву Іфігенію.
- Ерінія: богиня помсти.

## Зміст
Вбивця матерів і батьковбивця Оресте повертається до рідного міста Аргоса через п'ятнадцять років, щоб звільнити його від полку терору, який зі схвалення Юпітера створив Егіст, убивця Агамемнона. Після смерті батька його покинули й виховали афіняни. В Аргосі він зустрічає свою сестру Електру, яка мріє про рятівника міста. Згідно з її мріями, цим рятівником є Оресте. Оресте вбиває Егіста, який убив його батька, і свою матір Клітемнестру. Не для того, щоб, як у попередніх драматургів, помститися за вбивство свого батька Агамемнона, а тому, що це виявляється добрим, тобто доцільним, у ситуації, що склалася. Адже цим актом свободи Оресте припиняє пошесть мух, символ страху і психозу провини (можна порівняти з античними Ерініями), за допомогою яких правив Егіст. Після того, як Електра, яка вмовила його на цей вчинок, покинула його, тепер його, своєю чергою, мучать мухи, але він не підкоряється жодному божеству і жодному королю. В екзистенціалістському сенсі він вільний і вирушає у вигнання.
Богам до вподоби боязкі натури, а земні правителі (тут: Егісте) тримають людей у страху доти, доки самі не повірять у страх. Тепер Оресте своїм вчинком хоче повністю викорінити докори сумління і провину: "Коли в людській душі спалахнула свобода, боги вже нічого не можуть зробити проти цих людей". Оресте сподівається, що нарешті зможе знову жити в рідному місті. Але його не визнають люди, і він остаточно залишає Аргос.